# Шейх Алван Ширази

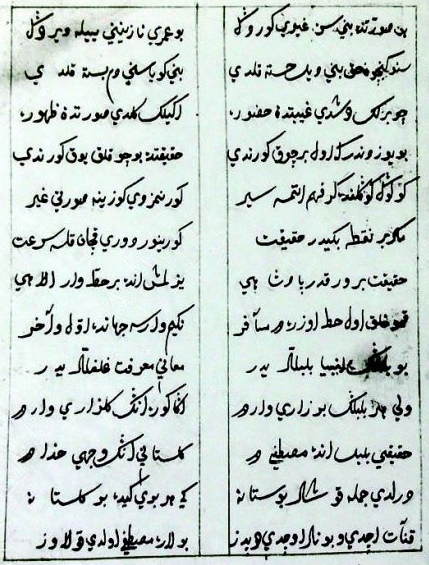
Рукопись. Азербайджанская национальная библиотека

Шейх Алван Ширази (азерб. Şeyx Əlvan Şirazi) — суфийский поэт, который перевел «Гюльшан-и раз» персидского поэта Махмуда Шабустари на азербайджанский язык